# 耶尼施美术馆
耶尼施美术馆（法語：Musée Jenisch）是位于瑞士沃州莱芒湖东北岸城市沃韦的一所美术馆，1897年3月10日正式成立，馆名来自一位汉堡参议员的遗孀法尼·耶尼施（Fanny Jenisch，1801-1881）女士。法尼·耶尼施在沃韦居住多年，对在沃韦的美好生活心怀感激，因此向市政府捐资20万瑞士法郎遗产以建立艺术、科学博物馆。
耶尼施美术馆收藏有许多19、20世纪的绘画、素描、雕刻，还珍藏着16至20世纪大批名家的版画等。美术馆也是数个基金会的所在地。美术馆建筑本身为新古典主义风格，气势恢宏，现已列入瑞士国家重要文化财产名录。